# Distretto di Yuejiang
Il distretto di Yuejiang (悦江区S, Yuèjiāng QūP) è un distretto della Cina, situato nella provincia dell'Anhui.